# Rezerwat przyrody Dalkowskie Jary
Rezerwat przyrody Dalkowskie Jary – leśny rezerwat przyrody w południowo-zachodniej Polsce na Wzgórzach Dalkowskich, na terenie leśnictwa Dalków (województwo dolnośląskie, powiat polkowicki, gmina Gaworzyce).
Rezerwat położony jest w północno-środkowej części Wzgórz Dalkowskich, około 1,0 km na południowy zachód od miejscowości Dalków.
Rezerwat został utworzony na mocy zarządzenia Ministra Leśnictwa i Przemysłu Drzewnego z dnia 23 czerwca 1972 na powierzchni 17,17 ha. Został powiększony w 2002 na mocy Rozporządzenia Wojewody Dolnośląskiego z dnia 31 lipca 2002, obecnie zajmuje powierzchnię 36,12 ha. Został utworzony w celu zachowania ze względów naukowych, dydaktycznych i krajobrazowych fragmentu lasu mieszanego o cechach zespołu naturalnego. Rezerwat chroni rozłożyste dęby oraz fragment lasu świeżego z przewagą buka. Ochronie podlegają również intensywnie ukształtowane formy geomorfologiczne terenu oraz krajobraz kulturowy.
Rezerwat obejmuje zalesioną szczytową partię Garbu Kocich Gór w głównym Grzbiecie Wzgórz Dalkowskich. Znajduje się tu wzgórza o stromych zboczach żłobione siecią wąwozów. Na stosunkowo małej powierzchni rezerwatu różnica wysokości wynosi 65 m pomiędzy bezwzględnymi wysokościami 150–215 m. W rezerwacie wyodrębniono dwa zespoły buczyn rosnących na granicy zasięgu buka: żyzna buczyna niżowa (Melico Fagetum) i buczyna kwaśna (Luzulo pilosae- Fagetum) o charakterystycznej dla Wzgórz Dalkowskich zubożałej postaci. Obok dojrzałych buczyn występują stadia lasów regenerujących.
W partii szczytowej rezerwatu znajdują się pozostałości po dwóch grodziskach z dość dobrze zachowanymi fosami obronnymi określone jako zabytki kultury łużyckiej i wczesnośredniowiecznej. Grodziska ujęte są w rejestrze zabytków kultury.

## Inne
- W rezerwacie znajduje się 7 pomników przyrody, których wiek przekracza 200 lat.
- Do 1945 roku obszar rezerwatu „Dalkowskie Jary” stanowił własność większego majątku ziemskiego. Ostatnim właścicielem ziem i terenu był Richard von Hindersin, dzięki któremu w rezerwacie zachowały się okazałe buki.